# گابریل لیما
گابریل لیما (به پرتغالی: Gabriel Lima) مهاجم اهل برزیل است که در شهر Cabo Frio و در تاریخ ۱۳ ژوئن ۱۹۷۸ به دنیا آمده‌است.
گابریل لیما در تیم‌های فوتبال فلومیننزه، لفسکی صوفیه، بنی یهودا، دائجو و الاهلی سابقهٔ حضور دارد.